# Tino Insana
Silvio Peter "Tino" Insana est un acteur, scénariste, et producteur américain, né le 15 février 1948 à Chicago (Illinois, États-Unis). Il est surtout connu comme la voix d'Oncle Ted dans Bobby's World, de Bushroot dans Myster Mask, et de Pig dans La Ferme en folie.

## Biographie

### Enfance et formation
Silvio Peter Insana est né le 15 février, 1948 à Chicago (Illinois), il est le fils de Silvio A. Insana, musicien, et de Hilary (Swanson).

## Filmographie

### comme acteur

#### Cinéma
- 1977 : Cracking Up
- 1981 : Les Voisins (Neighbors) : Perry Greavy
- 1983 : Going Berserk : Biker Leader
- 1986 : Trois Amigos ! (¡Three Amigos!) : le gardien du studio
- 1987 : Cheeseburger film sandwich (Amazon Women on the Moon) : M. Sylvio (segment "Video Pirates")
- 1988 : Et si on le gardait ? (For Keeps?) : Capt. O'Connell
- 1988 : Parle à mon psy, ma tête est malade (The Couch Trip) : le gardien de prison #1
- 1989 : Mais qui est Harry Crumb ? (Who's Harry Crumb?) de Paul Flaherty : Smokey
- 1989 : Wedding Band (es) : Hugh Bowmont
- 1990 : Masters of Menace de Daniel Raskov : Horny Hank
- 1990 : Why me? Un plan d'enfer (Why Me?) de Gene Quintano
- 1990 : Honeymoon Academy : Friend at Wedding
- 1991 : L'embrouille est dans le sac (Oscar) : Tiny the Iceman
- 1992 : Tom et Jerry, le film (Tom and Jerry: The Movie) : Patrolman (voix)
- 1994 : Le Flic de Beverly Hills 3 (Beverly Hills Cop III) : Burly Cop
- 2006 : La Ferme en folie (Barnyard) : Pig the Pig (voix)

#### Télévision
- 1980 : Big City Comedy (série télévisée) : Regular
- 1982 : The Billy Crystal Comedy Hour (série télévisée) : Regular Performer (unknown episodes)
- 1989 : Camp Candy (série télévisée) (voix)
- 1990 : Bobby's World (série télévisée) : Uncle Ted Genetic (unknown episodes)
- 1993 : Bonkers (série télévisée) : Scatter Squirrel  /… (unknown episodes)
- 1993 : Problem Child (série télévisée) : Additional Voices (voix)
- 1994 : Aladdin (série télévisée) : Prince Uncouthma (unknown episodes)
- 1999 : Justice (TV) : Police Superintendent
- 2007 : La Ferme en folie (Back at the Barnyard) : Pig (voix)

### comme scénariste
- 1989 : Wedding Band
- 1990 : Masters of Menace

### comme producteur
- 1989 : Wedding Band
- 1990 : Masters of Menace